# Campionati del mondo di mountain bike 2012 - Cross country maschile Junior
Il Cross Country maschile Junior dei Campionati del mondo di mountain bike 2012 si è svolto l'8 settembre 2012 a Saalfelden, in Austria, su un percorso di 24,8 km. La gara è stata vinta dal neozelandese Anton Cooper, che ha terminato la gara in 1h06'53", alla media di 22,25 km/h.

## Ordine d'arrivo (Top 10)
| Pos. | Corridore         | Squadra       | Tempo    |
| ---- | ----------------- | ------------- | -------- |
| 1    | Anton Cooper      | Nuova Zelanda | 1h06'53" |
| 2    | Viktor Koretzky   | Francia       | a 2'17"  |
| 3    | Titouan Carod     | Francia       | a 2'34"  |
| 4    | Romain Seigle     | Francia       | a 4'06"  |
| 5    | Keegan Swenson    | Stati Uniti   | a 4'35"  |
| 6    | Antoine Bouqueret | Francia       | a 4'54"  |
| 7    | Enea Vetsch       | Svizzera      | a 4'57"  |
| 8    | Kevin Panhuyzen   | Belgio        | a 5'06"  |
| 9    | Beltain Schmid    | Italia        | a 5'06"  |
| 10   | Manuel Fasnacht   | Svizzera      | a 5'07"  |